# 小核糖病毒门
小核糖病毒门（学名：Pisuviricota），是指正核糖病毒界中的一个门，所有能感染真核生物的正單鏈RNA病毒和双链RNA病毒（屬於黄色病毒门、光滑裸露病毒門以及双链RNA病毒门的除外）均屬於這個門。

## 下属分类
本门包括以下纲：
- 双链小双节RNA病毒纲 Duplopiviricetes ，双小病毒纲
- 小南嵌套病毒纲 Pisoniviricetes
- 星状马铃薯病毒纲 Stelpaviricetes